# Samsung Galaxy Tab 4 8.0
Samsung Galaxy Tab 4 8.0 представляет собой 8-дюймовый планшетный компьютер, работающий на базе операционной системы Android, который производится и продается компанией Samsung Electronics. Этот планшет входит в четвертое поколение серии Samsung Galaxy Tab, которая также включает в себя модели с диагоналями 7 дюймов и 10,1 дюйма — Galaxy Tab 4 7.0 и Galaxy Tab 4 10.1. Анонс устройства состоялся 1 апреля 2014 года, а его выход на рынок произошел 1 мая 2014 года одновременно с моделью Galaxy Tab 4 10.1. Важно отметить, что Galaxy Tab 4 8.0 стал всего лишь второй моделью в линейке 8-дюймовых планшетов.

## Функции
Что касается функциональных особенностей, Galaxy Tab 4 8.0 был представлен с предустановленной версией операционной системы Android 4.4.2 KitKat. Интерфейс устройства был адаптирован с использованием фирменного программного обеспечения Samsung TouchWiz Essence UX. В дополнение к стандартным приложениям от Google, таким как Google Play, Gmail и YouTube, планшет предоставляет доступ к множеству приложений Samsung, включая ChatON, Voice Recorder, Calendar, Smart Remote (Peel) (только для версии с Wi-Fi), Smart Stay, Multi-Window, Group Play и All Share Play.
Galaxy Tab 4 8.0 предлагается в нескольких вариантах: только с Wi-Fi, а также с поддержкой 3G и Wi-Fi или 4G/LTE и Wi-Fi. В зависимости от модели, объем встроенной памяти может варьироваться от 16 ГБ до 32 ГБ, при этом имеется слот для карт памяти формата microSDXC, что позволяет значительно расширить объем хранимых данных. Устройство оснащено 8-дюймовым WXGA TFT-экраном с разрешением 1280×800 пикселей. Кроме того, планшет имеет 1,3-мегапиксельную фронтальную камеру без вспышки и 3,0-мегапиксельную камеру на задней панели с фиксированным фокусом, которая также поддерживает запись HD-видео.